# 日影 (ときがわ町)
日影（ひかげ）は、埼玉県比企郡ときがわ町の大字。旧比企郡日影村。郵便番号355-0344。

## 地理
ときがわ町北部、旧玉川村西部、雀川最上流域の山麓に位置する。北側で西から小川町上古寺・青山・下里、東で五明、南東で本郷、南で別所、西で雲河原と接する。南西境に雷電山が聳える雀川の源流地であり、流域に僅かな谷底平地を持つ。小字には谷・小北・田向・大ケ谷・堂山・高谷などが挙げられる。また行政区として日影1区から日影4区に分けられている。

### 河川
- 雀川
- 吉沢川
- 高谷川
- 大ヶ谷沢
- 谷沢
- 日影沢
- 高谷沢

### 山岳
- 雷電山 - 標高418.2 m。三等三角点が置かれている。
- 大峰山 - 標高293 m。北側の小川町青山との境界に跨る。

## 歴史
縄文時代前期の集落跡・高野遺跡があり、縄文期からヒトの定住があったことが確認されている。『和名類聚抄』においては比企郡都家郷に属したとされる。
古くは大河原郷、松山庄、玉川領に属した。東光寺の開山である武州松山城主・上田能登守憲定が天正15年（1588年）12月25日に出した法度書に「日影」の記述が見られる。慶長2年（1597年）及び慶長15年（1610年）8月21日の地詰帳には「武州松山之領日影」とあり、日影村が松山城の所領だった旨がわかる。
江戸期初めには天領・東光寺領・真光寺領、明和元年（1764年）より天領分が三卿・清水家領となり、寛政8年（1796年）に天領に戻った。

村高は『武蔵田園簿』によれば213石余、他に紙舟役永3貫900文、『元禄郷帳』では261石余、『天保郷帳』では241石余。文政10年（1827年）に指定された関東取締出役支配下の組合村においては近隣の村々とともに玉川寄場組合に属した。谷間からの出水を利用して灌漑を行ったため、旱害に見舞われることが多かったとされる。また、和紙・小川紙の産地としても知られた。
1889年（明治22年）の町村制施行により、玉川郷・田黒村・五明村と合併し、日影村は玉川村の大字となった。さらに2006年（平成18年）玉川村の都幾川村との新設合併により、ときがわ町の大字となった。

### 地名の由来
四方が山に囲まれており、その影になることにちなむ。

### 沿革
- 戦国時代 - 松山城の支配下となる。
- 江戸時代初期 - 比企郡日影村が天領ほか寺社領となる[7][5][6]。
- 1764年（明和元年） - 天領分が清水家領となる[7][5][6][8]。
- 1796年（寛政8年） - 清水家領が天領に復する[7][5][6][8]。
- 1827年（文政10年） - 玉川寄場組合に属する。
- 1868年（慶応4年） - 武蔵知県事・山田政則（忍藩士）の管轄となる。
- 1869年（明治2年）1月13日 - 品川県に所属、同年4月に韮山県に移管される。
- 1871年（明治4年） - 第1次府県統合により、入間県に所属、入間県比企郡日影村となる。
- 1872年（明治5年） - 大区小区制の施行により第五大区第八小区の所属となる。
- 1873年（明治6年） - 入間県が群馬県（第1期）と合併し、熊谷県の管轄となり、南第五大区第八小区の所属となる。
- 1876年（明治9年） - 第2次府県統合により、埼玉県の管轄となる。
- 1879年（明治12年） - 郡区町村編制法により大区小区が廃止され、比企郡の所属となる。
- 1884年（明治17年） - 連合戸長役場制の実施により玉川郷・田黒村・五明村と連合して玉川郷連合戸長役場を設置。
- 1889年（明治22年） - 町村制の施行により日影村が玉川郷・田黒村・五明村と合併、比企郡玉川村大字日影となる。
- 2006年（平成18年） - 玉川村の都幾川村との合併により、ときがわ町の大字となる。

## 世帯数と人口
2015年（平成27年）10月1日現在の世帯数と人口は以下の通りである。
| 大字 | 世帯数  | 人口  |
| ---- | ------- | ----- |
| 日影 | 227世帯 | 604人 |

## 小・中学校の学区
町立小・中学校に通う場合、学区は以下の通りとなる。
| 番地 | 小学校                 | 中学校                 |
| ---- | ---------------------- | ---------------------- |
| 全域 | ときがわ町立玉川小学校 | ときがわ町立玉川中学校 |

## 交通

### 鉄道
JR東日本八高線が地内西側を南北に蛇行して通るが、駅は置かれていない。最寄駅はJR八高線明覚駅またはJR八高線・東武東上線小川町駅になり、バスの便が出ている。

### バス
- ときがわ町バス

### 道路
- 埼玉県道30号飯能寄居線

## 施設
- 玉川公民館日影分館
- 真光寺 - 単立の仏教寺院[5]。古くは曹洞宗の禅寺であった[6]。
- 東光寺 - 日蓮宗の寺院[5]。武州松山城主・上田朝直が開基・上田能登守憲定が開山とされる[5]。
- 日影神社